# Horodnie (rejon bogoduchowski)
Horodnie (ukr. Городнє) – wieś na Ukrainie, w obwodzie charkowskim, w rejonie bogoduchowskim, w hromadzie Krasnokutśk. W 2001 liczyła 985 mieszkańców, spośród których 928 wskazało jako ojczysty język ukraiński, 49 rosyjski, 7 ormiański, a 1 inny.